# اضطراب حطاطي حرشفي
الاضطراب الحطاطي الحرشفي هو حالة تظهر مع حالتي الحطاطات والأمراض الجلدية معاً، أو مع الحطاطات المتقشرة مع الأمراض الجلدية.
من الأمثلة على الاضطرابات الحطاطية مر الصدفية والحزاز المسطح, and نخالية وردية.